# Округ Гусятин
Округ Гусятин (нем. Bezirk Husiatyn, Гусятинский уезд, пол. Powiat husiatyński) — административная единица коронной земли Королевства Галиции и Лодомерии в составе Австро-Венгрии, существовавшая в 1854—1918 годах. Административный центр — Гусятин.
В 1854 была проведена административная реформа, согласно которой в составе Королевства Галиции и Лодомерии были образованы округа. Площадь округа составляла 9,99 географических миль² (~ 550 км²). Население — 28 665 человек (1866). Количество домов — 4707 (1866).
В 1867 были кресы были упразднены, а округа реорганизованы: часть была упразднена, а часть увеличилась за счёт других. Гусятинский остался и после реформы, в состав которого вошёл округ Копычинцы.
Площадь округа в 1879 году составляла 9,7368 квадратных миль (560,26 км2), а население 68 076 человек. Округ насчитывал 56 поселений, организованные в 52 кадастровых муниципалитета. На территории округа действовало 2 районных суда — в Гусятине и Копычинцах.
После Первой мировой войны округ вместе со всей Галицией отошёл к Польше.